# Elaine Showalter
Elaine Showalter (ur. 21 stycznia 1941 w Bostonie) – amerykańska krytyczka literatury i nauczycielka akademicka. Wprowadziła pojęcie ginokrytyki do literaturoznawstwa feministycznego.

## Życiorys
W 1962 uzyskała bakalaureat z języka angielskiego na Bryn Mawr College, następnie w 1964 master of arts na Uniwersytecie Brandeisa oraz w 1970 doktorat na Uniwersytecie Kalifornijskim w Davis.
W 1969 rozpoczęła pracę w Douglass College, damskim "oddziale" Uniwersytetu Rutgersa. Tam zaczęła rozwijać kierunek studiów kobiecych, a także angażowała się w redakcję publikacji, poruszających tematykę kobiecej literatury. W późniejszych latach wykładała na Uniwersytecie Rutgersa oraz na Uniwersytecie Princeton, przy czym żaden z nich nie zatrudniał kobiet, gdy Showalter zaczynała swoją karierę nauczycielki akademickiej. W 2003 przeszła na emeryturę.

## Ważniejsze publikacje
- A Literature of Their Own: British Women Novelists from Brontë to Lessing (1977)
- Krytyka feministyczna na bezdrożach (1981)
- The Female Malady: Women, Madness, and English Culture, 1830–1980 (1985)
- Sexual Anarchy: Gender and Culture at the Fin de Siècle (1990)
- Sister’s Choice: Tradition and Change in American Women’s Writing (1991)
- Hystories: Hysterical Epidemics and Modern Culture (1997)
- Inventing Herself: Claiming a Feminist Intellectual Heritage (2001)
- Teaching Literature (2003)
- Faculty Towers: The Academic Novel and Its Discontents (2005)
- A Jury of Her Peers (2009)
- The Civil Wars of Julia Ward Howe (2016)